# アレックス・サンチェス
アレックス・サンチェス・セプルベーダ（Alex Sanchez Sepúlveda、1973年6月5日 - ）は、プエルトリコの男性プロボクサー。元WBO世界ミニマム級王者。

## 来歴
1991年10月4日、プロデビューを果たし初回TKO勝ちで白星でデビューを飾る。
1993年12月22日、ホテル・カリビアン・ヒルトンでオルランド・マローネとWBO世界ミニマム級王座決定戦を行い、初回2分49秒TKO勝ちで王座を獲得に成功した。
1994年1月7日、スペインパルマ・デ・マヨルカのカジノ・デ・モロラでアルツロ・マヤンと対戦し、初回1分30秒TKO勝ちで初防衛に成功した。
1994年8月13日、ルーベン・ロドリゲス・コロシアムでカルロス・ファン・ロドリゲスと対戦し初回2分12秒KO勝ちで2度目の防衛に成功した。
1994年9月10日、ドイツアルスタドルフのスポッザーレでオスカー・アンドラーデと対戦し4回2分27秒TKO勝ちで3度目の防衛に成功した。
1995年1月28日、ラスベガスのMGMグランド・ガーデン・アリーナでラファエル・オロゾコと対戦し12回3-0(116-110、116-111、115-111)の判定勝ちで4度目の防衛に成功した。
1995年7月29日、サンアントニオのフリーマン・コロシアムでトーマス・リベラと対戦し12回3-0(115-112、119-108、116-111)の判定勝ちで5度目の防衛に成功した。
1997年2月22日、元IBF世界ミニマム級王者エドガル・カルデナスと対戦し10回0-3(120-107、118-109、119-108)の判定負けで初黒星が付いた。
1997年3月29日、ラスベガス・ヒルトンで後のIBF世界ライトフライ級王者ホセ・ビクトル・ブルゴスと対戦し12回3-0の(115-110、113-112、114-111)判定勝ちで6度目の防衛に成功した。
1997年8月23日、ニューヨークのマディソン・スクエア・ガーデンでWBC世界ミニマム級王者リカルド・ロペスと対戦し5回1分58秒TKO負けで7度目の防衛に失敗し王座から陥落した。
2002年5月11日、ホセ・ビクトル・ブルゴスと再戦し12回1-1(2者が120-109、119-109)の三者三様の引き分け(113-115、114-114、115-113)でIBF世界ライトフライ級の指名挑戦権獲得ならず。
2003年2月15日、でIBF世界ライトフライ級王座決定戦をホセ・ビクトル・ブルゴスと対戦し12回1分50秒TKO負けで2階級制覇に失敗した。
2003年12月6日、WBO世界ミニマム級王者イヴァン・カルデロンと対戦し12回0-3(110-118、111-117、112-116)の判定負けで6年ぶりの王座返り咲きに失敗した。
2005年1月2日、WBO世界ライトフライ級王者ネルソン・ディーバと対戦し11回2分15秒TKO負けで2階級制覇に失敗した。
2008年2月23日、ネルソン・ディーバとWBAフェデボルライトフライ級王座決定戦を行い9回終了時棄権で王座獲得に失敗した。
2011年12月9日、WBCラテンアメリカフライ級暫定王座決定戦をグレン・ドネアと行い2回に2度倒され8回終了時棄権で王座獲得に失敗した試合を最後に現役を引退した。

## 獲得タイトル
- 第3代WBO世界ミニマム級王座（防衛6）